# Гей-бар
Гей-бар — бар, що спеціалізується на обслуговуванні лесбійок, геїв, бісексуалів і транссексуалів (ЛГБТ-клієнтура); термін гей використовується як у широкому сенсі включно концепції ЛГБТ і квір громади. Гей-бари колись служили центрами гей-культури і були одним з небагатьох місць для людей з одностатевою орієнтацією і, на відміну від повсякденного оточення, у тотожності могли відкрито спілкуватися. Інші назви, що використовуються для опису цих установ включають бой бар, ґерл бар, гей-клуб, гей паб, квір бар, лесбі бар, і дамба бар, залежно від ніші громад, яким вони служать. З появою Інтернету, соціальних мереж і більш широкого визнання ЛГБТ по всьому західному світу, актуальність гей-барів в ЛГБТ-спільноті вже дещо зменшилася.

## Оформлення і різноманіття

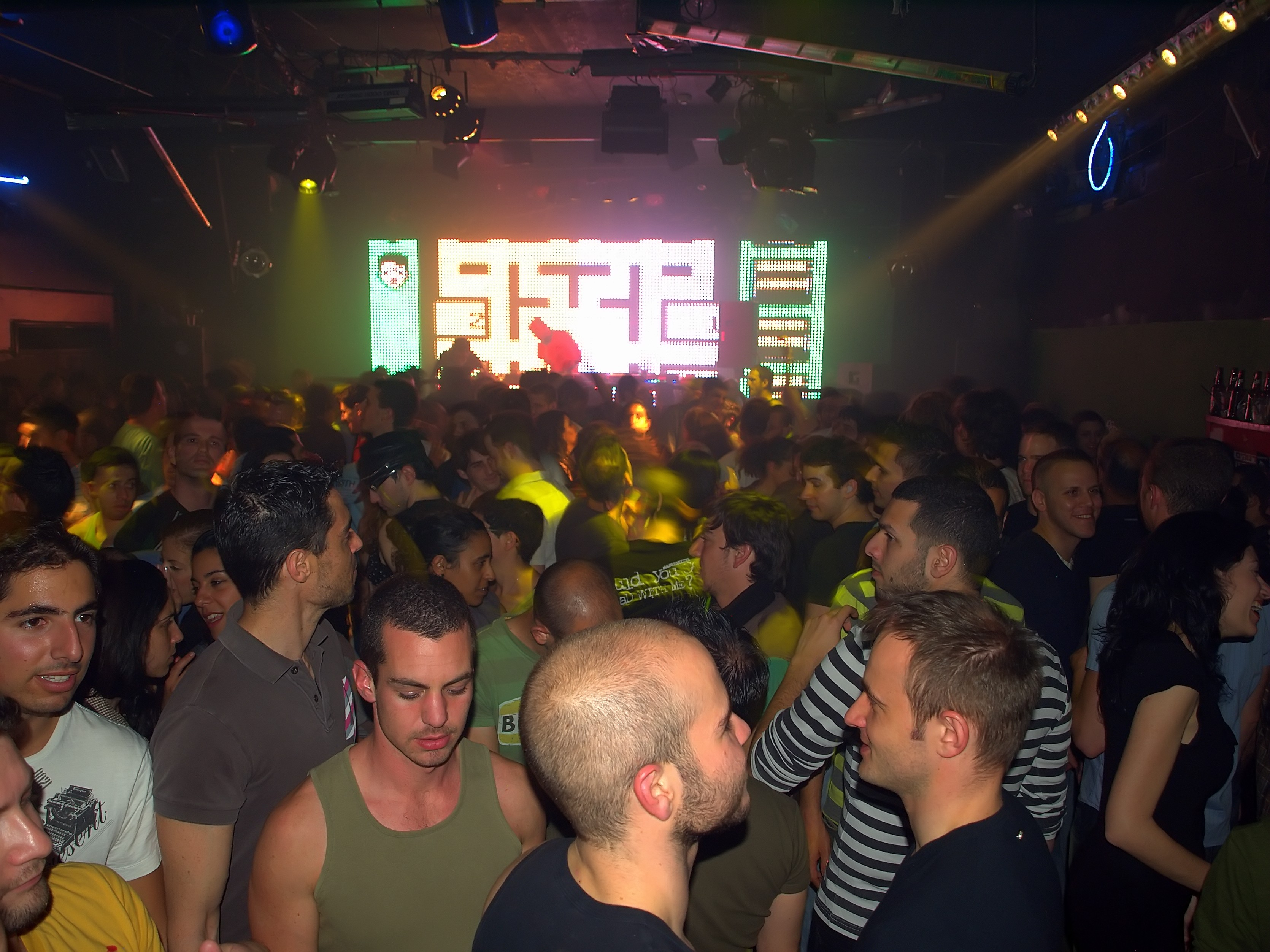
Інтер'єр гей-бару в Тель-Авіві, Ізраїль, який містить танцпол.

Як і більшість барів і пабів, гей-бари бувають різних розмірів: від маленьких, п'ятимісних барів, як у Токіо, до великих, багатоповерхових клубів з декількома різними частинами і більш ніж одним танцполом. Велике місце зустрічі можна назвати як нічний клуб, клуб, або бар, в той час як більш дрібні місця, як правило, називають бари, а іноді й паби. Єдиною визначальною характеристикою гей-барів є природа їх клієнтури. Хоча для багатьох гей-барів цільовою є гей і/або лесбі громади, деякі гей-бари стали чисто гейськими, що, так би мовити, склалося історично.
Продаж алкоголю є основним бізнесом гей-барів і пабів. Вони слугують місцем зустрічі ЛГБТ-спільноти, координаційним центром, в якому можна спілкуватись, відпочивати, зустріти потенційного сексуального чи романтичного партнера. Історично і в багатьох громадах, гей-бари були охарактеризовані відвідувачами, як особливі місця, де самотні геї та лесбійки можуть бути відкритими і демонструвати свою сексуальність, не побоюючись осуду.
Гей-бари традиційно бажали залишитися витриманими і практично тільки для ідентифікованої поза гей-спільноти, спираючись виключно на слова. Зовсім недавно гей-клуби і події, пов'язані з ними, часто рекламуються, роздаючи привабливі листівки на вулиці, в гей або гей-дружні магазини і місця, і в інші клуби, тематичні події. Подібні листівки є для переважно гетеросексуальних майданчиків, але ці листівки часто мають провокаційні зображення і теми анонсів вечірок.
У той час, як традиційні гей паби (як і бари) майже ідентичні звичайним барам, обслуговуючих широку громадськість, гей танцювальні майданчики часто мають складну конструкцію освітлення і відео проєкції, протитуманні машини і різноманітні танцювальні платформи. Наймані танцюристи (так звані ґоу-ґоу дівчина або ґоу-ґоу хлопці) також можуть фігурувати в декоративних клітках або на подіумах. Ґей спорт-бари є незвичними, але це не є незвичайним для гей-барів, наприклад спонсорувати команду в місцевих лігах спорту/ігор, і в багатьох інших випадках традиційні гей паби добре відомі за організацію, часто наповнені місцевими ґеями-спортсменами та їх уболівальниками на конкретні ночі і коли основні професійні спортивні заходи транслюються по телебаченню. Деякі з найстаріших гей-барів неофіційні господарі «Royal Court» перетягуючи конкурси і пов'язані соціальні групи до себе.
Гей бари і нічні клуби іноді відокремлені по підлозі. У деяких установах, люди, які, як вважається, є «неправильної» статі (наприклад, люди, що намагається увійти до клубу жінок) можуть бути небажаними або навіть забороненими цілком. Це може бути більш поширено в спеціалізованих барах, для таких як гей-чоловічі (шкіряних фетишистів) або БДСМ-барів, або барів або клубів, які мають строгий дрес-код. Крім того, загально в барах і клубах, де секс на території є однією з головних завдань установи. З іншого боку, гей-бари, як правило, вітають транссексуалів і переодягнених людей, і транс-шоу є спільною рисою в багатьох гей-барах.
Деякі гей-бари і клуби, які мають переважно чоловічу клієнтуру, а також деякі ґей лазні і інші секс клуби, можуть запропонувати випадкові зустрічі, тільки для жінок ночі, кілька разів на рік чи місяць.
Кілька гей-барів намагалися обмежити в'їзд тільки ґеям або лесбійкам, але на практиці це важко втілити в життя. Найвідоміший, у Мельбурні «Peel Hotel» отримав звільнення від Австралії з закону про рівність державним судом на тій підставі, що звільнення було необхідних для запобігання «насильства і ображань на сексуальній основі», спрямований на покровителів пабу. В результаті рішення, паб юридично має можливість рекламувати себе тільки для «гей» істеблішменту, і Дверний персонал може запитати людей, чи є вони геями, перш ніж дозволити їм увійти усередину .
Вже до категорії геїв або лесбйок, багато гей-барів у великих містах/міських районах скористалися цією можливістю на крок далі, апелюючи до різних субкультур усередині гей-спільноти. Деякі з цих субкультур визначаються костюмами і поведінкою. Ці бари часто збирають однодумців у співтовариство в десятках міст зі шкіряних гей-барів, танц-гей-барів і інших до себе. Інші субкультури задовольняють людей, які вписуються в певний тип, той, який часто визначається за віком, типом статури, особистістю, і музичною перевагою. Є деякі бари і клуби, які обслуговують більшість, щоб натовп і деякі, що обслуговують більш комфортне клієнтів. Є гей-бари, які обслуговують «Твінкі» (молодих, доглянутих хлопців) та інші, які обслуговують ведмедів (старших, крупніших, волохатих, і в цілому більш альтернативним добре доглянутим і феям гей стереотипів). Є також гей-бари, які обслуговують деякі раси, такі як тільки для азійських чоловіків «та їхніх шанувальників», латинських чоловіків, або чорношкірих чоловіків .

## Історія
Улюблені місця зборів ґеїв існували протягом століть, якщо не тисячоліть. Раннє використання терміна «гей-бар» записується в щоденниках гомосексуального британського коміка Кеннета Вільямса: « …16 січня 1947-го проходив повз в гей-бар, який не був ні в найменшій мірі схожий на подібний». У той час Вільямс служив у британській армії в Сінгапурі.
«Білий лебідь» (створений Джеймсом Куком і Ярдлі, повне ім'я невідоме), на Вірі Вулиця, в Лондоні, Англія, був проведений обшук в 1810-го під час так званої Vere Street Coterie. Рейд призвів до притягнення на роки Кейт Манґум і Констанца Беачета через содомія. Тобто ґей-клуби існували задовго до того, як про них стало відомо широкому колу суспільства.
Het Mandje, на Зієдіджек 63 в історичному центрі Амстердама, Нідерланди був відкритий в 1927 році лесбійкою Бет ван Бріен. Після її смерті в 1967 році, її сестра Ґріет продовжила справу до його закриття в 1982 році, але бар і весь його інтер'єр був збережений нею з тих пір, і його можна відвідати за запрошенням. Незадовго до своєї смерті в серпні 2007 року вона взяла на себе ініціативу, щоб бар було відновлено. Бар був відкритий під керівництвом її дочки Діани в День Королеви 30 квітня 2008 року. Це один із найдавніших ґей-барів світу.
«Centralhjornet» в Копенгагені відкрито більше ніж 80 років тому  [Архівовано 27 квітня 2014 у Wayback Machine.].
Black Cat Bar в Сан-Франциско був у центрі уваги одного з найбільш ранніх перемог руху гомофілів. У 1951 році Верховний суд Каліфорнії підтвердив право гомосексуалів збиратися там, порушеній гетеросексуальним власником бару.
У Нью-Йорку, сучасні гей-бари на Юліус Бар, заснована місцевою світською дівою Метью Ніколь, де Суспільство Манґеттена влаштували «Sip-In» з 21 квітня 1966-го, заперечуючи правило штату Нью-Йорк, Лікера Аутхоріті, що заборонено подавати алкоголь для геїв на тій підставі, що вони були розглянуті неконтрольованими. Рішення суду у справі, що геї можуть мирно зібратися в барах призвело до відкриття Stonewall Inn, на північний захід в 1967 році, який в свою чергу, призвів до 1969-го Стоунвольського заворушення. Джуліус найстаріший з постійно діючих гей-барів Нью-Йорка і, можливо, є найстарішим безперервно працюючим гей-баром у світі. Але є гей-бар, який відкрився в Токіо в 1966 році у 1966 (昭和41). Існує постійно «New Sazae», який відкрилася в Токіо, в.
The Double Header в Піонерській площі Сіетла визнаний найстарішим гей-баром на Північноамериканському Західному узбережжі, працюючий з 1933 року.
Ряд коментаторів вважають, що кількість гей-барів зменшується з настанням сучасної епохи. Ендрю Салліван стверджував у своєму впливовому есе «Кінець гей-культури», що гей-бари зникнуть, тому що «Інтернет завдав їм удару. Якщо ви просто шукаєте чоловіка, тепер цей пошук через веб. Інтернет — перша зупинка для більшості чоловіків геїв»[недоступне посилання з липня 2019]. Томас пояснив зниження, зазначивши, що там менше потреб в гомосексуальних конкретних майданчиках, як бари, бо гей люди мають менше шансів зіткнутися з дискримінацією або бути небажаним у суспільстві в цілому. Entrepreneur журнал перерахував їх до списку десяти видів бізнесу, які повинні вимерти до 2017 року поряд з музичними магазинами, і книжковими магазинами або газетними.

## Музика
Музика, в прямому ефірі або, частіше, змішується в DJ або ді-джеї, часто є характерною особливістю гей-барів. Як правило, музика в гей-барах включає поп, танцювальна, сучасний R&B, хаус, транс, і техно. У великих містах Північної Америки і в Австралії, є один або кілька гей-барів з темою музики кантрі і лінії танцю також поширені, як і бари, відомі ретро 60-х поп-і «Motown Sound».

## Відомі гей-бари

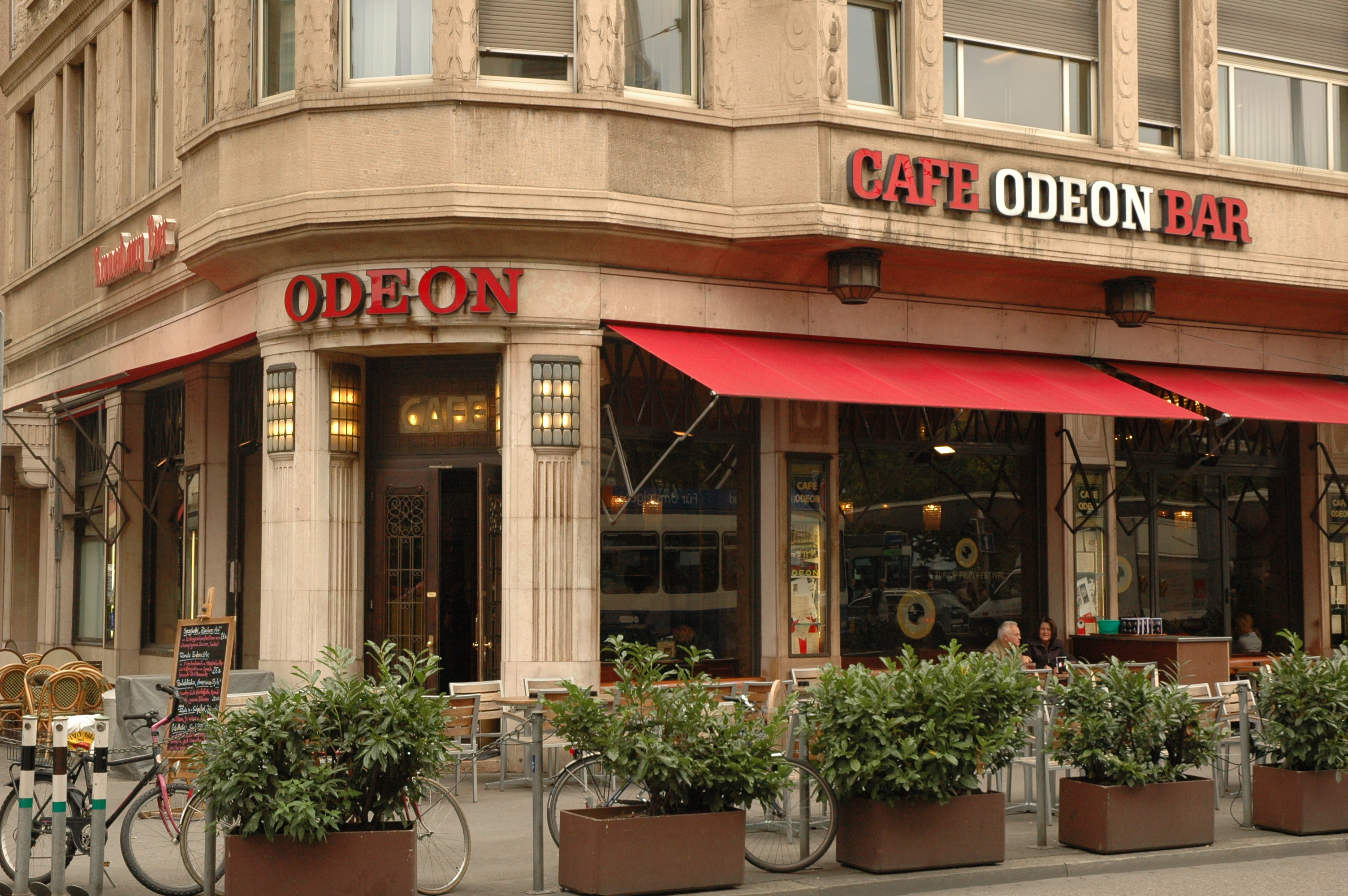
Кафе Odeon, у Цюриху, Швейцарія

### Україна
Гей клуб LIFT - заснований 7 лютого 2014 р. у м. Київ, після закриття попередніх клубів Києва.

### Канада
- Вуді, Торонто

### Данія
- Пан Клуб Копенгаген (закритий у 2007 році)

### Ірландія
- Джордж, Дублін

### Ізраїль
- Евіта, Тель-Авів

### Японія
У Японії, був Kagemachaya (JA) вже в Генроку, а сучасні, гей-бари з'явилася в 1925 році після війни, Янагі (JA) був відкритий в Сінбасі в 1945-му, а новий Sazae є найстарішим безперервно працюючим гей-баром Токіо.

### Таїланд
- Суні Плаза

### Туреччина
- Tekyön, Стамбул

### Велика Британія
- Royal Vauxhall Tavern, Лондон
- GAY, Лондон Inc гей-барі і ГЕИ Пізно
- Чорна кришка, Лондон
- Coleherne, Лондон Тепер закрили
- Candy Bar, Лондон
- КУ Бар, Лондон
- Небо, Лондон
- G-A-Y Бар, Манчестер
- Cruz 101, Манчестер
- Планета Out, Единбург
- New Penny, Лідс
- Столяри Зброя, Хакні, Лондон

### США
- Чорний кіт Бар, Сан-Франциско (закритий)
- Клуб Всесвіт, Сан-Франциско (закритий)
- Чорний кіт Таверна, Silverlake, Лос-Анджелес, Каліфорнія (закритий)
- Абатство, Західний Голівуд, Каліфорнія
- По вулиці, Есбері Парк, Нью-Джерсі (закритий)
- Паддок-клуб, Грінвілл, Північна Кароліна (закритий)
- Скандали, Ешвілл, Північна Кароліна
- Фаза 1, Вашингтон, округ Колумбія
- Зігфелда в, Вашингтон, округ Колумбія
- Оксамитовий Нація в Нація, Вашингтон, округ Колумбія (закритий)
- South Beach, Х'юстон, Техас
- Чоботи Неон Dancehall & Салон, Х'юстон, Техас
- Обструкцію Inn, Нью-Йорк
- Юліус, Нью-Йорк